# Meseta marocaine
Meseta est un nom féminin dérivé de l'Espagnol qui se prononce mé-ze-ta. C'est un terme employé en géographie et notamment en géomorphologie pour désigner une structure géologique formée par un plateau entouré de massifs montagneux de moyenne altitude. Elle couvre une superficie de 8 500 km². Dissymétrique, le plateau culmine au sud-est (djebel Mtourzgane, 1 627 m) situé à Oulmès, une zone frontalière avec la province de Khénifra.
Il s'agit d'un socle hercynien rigide qui forme le substratum des plateaux centraux de l'Espagne et du Maroc occidental. 
La Meseta marocaine, ou Plateau central marocain, est un massif ancien situé dans le nord-ouest du Maroc, entre la côte atlantique et le Moyen Atlas. Elle constitue la plus ancienne et la plus complexe formation géologique du Moyen Atlas marocain et représente des creux tectoniques favorables aux milieux sub-humides et à la formation des lacs comme le lac Tiguelmamine (région de Khénifra), des cours d'eau, des biotopes.